# 李建国 (1959年)
李建国（1959年1月—），河南罗山人。1978年1月参加工作，1986年4月加入中共。毕业于中央党校函授涉外经济专业。

## 简历
1999年10月，任中共乌鲁木齐县委副书记。2000年5月，任乌鲁木齐县委副书记、政法委书记。2001年5月，任乌鲁木齐头屯河区委书记。2005年2月，任乌鲁木齐高新技术产业开发区党工委书记。2005年8月，任昌吉州党委常委、组织部部长；2007年9月，任昌吉州党委副书记、组织部部长；2007年10月，任昌吉州党委副书记、政法委书记、组织部部长；2011年3月，任昌吉州党委副书记、政法委书记；2011年7月，任昌吉州党委书记。2015年12月，任中共巴音郭楞蒙古自治州党委书记。2017年2月，不再担任中共巴州党委书记。